# Aligrimmia
Aligrimmia là một chi rêu trong họ Grimmiaceae.